# دی‌بوران

## معرفی
دی‌بوران (به انگلیسی: Diborane) یک ترکیب شیمیایی است. شکل ظاهری این ترکیب، گاز بی‌رنگ و آتش‌زا و دارای بوی شیرین زننده است. ترکیب شیمیایی دی بوران حاوی بور و هیدروژن با فرمول شیمیایی B2H6 است. دی بوران اسامی مختلفی دارد که شامل، بورتان، بورن هیدرید، دی بورن هگزا هیدرید می‌باشند. دی بوران یک ترکیب کلیدی بور است که کاربردهای متنوع دارد. به دلیل ساختار الکترونی مورد توجه بسیاری قرار گرفته‌است.

## ساختار و پیوند
ساختار دی بوران دارای یک تقارن مولکولی است. چهار هیدرید پایانه هستند درحالی که دو پل بین مراکز بور وجود دارد. طول پیوند بور-پل هیدروژنی و طول پیوند بور-هیدروژن پایانه به ترتیب ۱٫۳۳ و ۱٫۱۹ آنگستروم است. به دلیل اختلاف در طول پیوند استحکام مکانیکی آنها نیز اختلاف دارند. پیوند بور-پل هیدروژنی ضعیف تر است. پیوند بین اتم‌های بور و اتم‌های هیدروژن پل زده متفاوت از مولکول‌های هیدروکربن است. هر اتم بور از دو الکترون در اتصال به اتم‌های هیدروژن پایانه استفاده می‌کند و یک الکترون ظرفیت باقی مانده برای اتصال اضافی دارد. اتم‌های هیدروژن پل زده هرکدام یک الکترون تأمین می‌کنند. حلقه‌های دی بوران توسط چهار الکترون که دو پیوند (۳ مرکز ۲ الکترون) نگهداشته شدند.

## تولید و سنتز دی بوران
مطالعات در مورد دی بوران منجر به توسعه  سنتز چندگانه شده‌است .
سنتز صنعتی دی بوران شامل احیا تری‌فلورید بور توسط سدیم هیدرید، لیتیم هیدرید یا لیتیم آلومینیوم هیدرید انجام می‌شود.
دو روش آزمایشگایی وجود دارد که شامل واکنش تری‌کلرید بور با لیتیم آلومینیوم هیدرید، یا تری‌فلورید بور با سدیم تترا هیدروبورات است.
BCl3 + 3 LiAlH4 → 2 B2H6 + 3 LiAlCl
```
BF3 + 3 NaBH4 → 2 B2H6 + 3 NaBF4
```

## کاربردها
دی بوران به عنوان پیشرانه موشکی مورد تست قرار گرفته‌است و احتراق به شدت گرما زا است. همچنین دی بوران به عنوان rubber vulcaniser، به عنوان کاتالیست برای پلیمریزاسیون هیدروژن، به عنوان شتاب‌دهنده سرعت شعله و همچنین برای پوشش دیواره توکامک‌ها برای کاهش میزان ناخالصی‌های فلزات سنگین در پلاسمای هسته استفاده می‌شود.